# 现任中华人民共和国国务院组成人员列表
本列表列出中华人民共和国国务院的现任组成人员。根据《中华人民共和国宪法》和《中华人民共和国国务院组织法》，国务院由总理、副总理、国务委员、各部部长、各委员会主任、中国人民银行行长、审计长、秘书长组成，实行总理负责制。目前，国务院组成人员大部分由执政党中国共产党党员担任，此外来自参政党的有九三学社社员、生态环境部部长黄润秋。2023年3月党和国家机构改革方案通过后，除国务院办公厅外，国务院设置26个组成部门。各部委实行部长负责制，这些部长往往兼任本部中共党组（委）书记，但部分部门的党组（委）书记为另外委派。目前为止，国务院组成部门负责人中任职时间最长的是生态环境部部长黄润秋，自2020年4月29日任部长起，迄今5年46天；任职时间最短的是工业和信息化部部长李乐成，自2025年4月30日任部长起，迄今45天。
| 属性： 中共中央政治局常委 中共中央政治局委员 中共中央委员 中共中央候补委员 中共中央纪委委员 非中央委员、中央候补委员或中央纪委委员的中共党员 非中共人士 |

## 国务院常务会议组成人员

### 国务院总理
| 姓名 | 上任日期 （任职时间）     | 出生年月      | 肖像 | 信息源 | 属性 |
| ---- | ------------------------- | ------------- | ---- | ------ | ---- |
| 李强 | 2023年3月11日 （2年95天） | 1959年7月23日 |      | [ 3 ]  |      |

### 国务院副总理
| 姓名   | 上任日期 （任职时间）     | 出生年月      | 肖像 | 信息源 | 属性 |
| ------ | ------------------------- | ------------- | ---- | ------ | ---- |
| 丁薛祥 | 2023年3月12日 （2年94天） | 1962年9月13日 |      | [ 4 ]  |      |
| 何立峰 | 2023年3月12日 （2年94天） | 1955年2月4日  |      | [ 4 ]  |      |
| 张国清 | 2023年3月12日 （2年94天） | 1964年8月13日 |      | [ 4 ]  |      |
| 刘国中 | 2023年3月12日 （2年94天） | 1962年7月     |      | [ 4 ]  |      |

### 国务委员
| 姓名                | 上任日期 （任职时间）     | 出生年月       | 肖像 | 信息源 | 属性 |
| ------------------- | ------------------------- | -------------- | ---- | ------ | ---- |
| 王小洪              | 2023年3月12日 （2年94天） | 1957年7月11日  |      | [ 4 ]  |      |
| 吴政隆              | 2023年3月12日 （2年94天） | 1964年11月6日  |      | [ 4 ]  |      |
| 谌贻琴 （女，白族） | 2023年3月12日 （2年94天） | 1959年12月15日 |      | [ 4 ]  |      |

### 国务院办公厅
国务委员吴政隆兼任国务院秘书长，属党和国家领导人行列。
| 职位         | 姓名   | 上任日期 （任职时间）     | 出生年月      | 肖像 | 信息源 | 属性 |
| ------------ | ------ | ------------------------- | ------------- | ---- | ------ | ---- |
| 国务院秘书长 | 吴政隆 | 2023年3月12日 （2年94天） | 1964年11月6日 |      | [ 4 ]  |      |

## 国务院各组成部门负责人
国务院各组成部门负责人中，中共中央政治局委员王毅兼任外交部部长，中共中央书记处书记、国务委员王小洪兼任公安部部长，均属党和国家领导人序列。
| 职位                     | 姓名                | 上任日期 （任职时间）       | 出生年月       | 肖像 | 信息源 | 属性 |
| ------------------------ | ------------------- | --------------------------- | -------------- | ---- | ------ | ---- |
| 外交部部长               | 王毅                | 2023年7月25日 （1年324天）  | 1953年10月19日 |      | [ 6 ]  |      |
| 国防部部长               | 董军                | 2023年12月29日 （1年167天） | 1961年         |      | [ 7 ]  |      |
| 国家发展和改革委员会主任 | 郑栅洁              | 2023年3月12日 （2年94天）   | 1961年11月10日 |      | [ 4 ]  |      |
| 教育部部长               | 怀进鹏              | 2021年8月20日 （3年298天）  | 1962年12月20日 |      | [ 8 ]  |      |
| 科学技术部部长           | 阴和俊              | 2023年10月24日 （1年233天） | 1963年1月14日  |      | [ 9 ]  |      |
| 工业和信息化部部长       | 李乐成              | 2025年4月30日 （45天）      | 1965年3月      |      | [ 10 ] |      |
| 国家民族事务委员会主任   | 潘岳                | 2022年6月24日 （2年355天）  | 1960年4月      |      | [ 11 ] |      |
| 公安部部长               | 王小洪              | 2022年6月24日 （2年355天）  | 1957年7月11日  |      | [ 11 ] |      |
| 国家安全部部长           | 陈一新              | 2022年10月30日 （2年227天） | 1959年9月1日   |      | [ 12 ] |      |
| 民政部部长               | 陆治原              | 2023年12月29日 （1年167天） | 1964年8月      |      | [ 7 ]  |      |
| 司法部部长               | 贺荣 （女）         | 2023年2月24日 （2年110天）  | 1962年10月12日 |      | [ 13 ] |      |
| 财政部部长               | 蓝佛安              | 2023年10月24日 （1年233天） | 1962年6月      |      | [ 9 ]  |      |
| 人力资源和社会保障部部长 | 王晓萍 （女）       | 2022年12月30日 （2年166天） | 1964年3月      |      | [ 14 ] |      |
| 自然资源部部长           | 关志鸥              | 2024年12月25日 （171天）    | 1969年12月     |      | [ 15 ] |      |
| 生态环境部部长           | 黄润秋 （九三学社） | 2020年4月29日 （5年46天）   | 1963年8月      |      | [ 17 ] |      |
| 住房和城乡建设部部长     | 倪虹                | 2022年6月24日 （2年355天）  | 1962年10月     |      | [ 11 ] |      |
| 交通运输部部长           | 刘伟                | 2024年11月8日 （218天）     | 1965年6月      |      | [ 18 ] |      |
| 水利部部长               | 李国英              | 2021年2月28日 （4年106天）  | 1963年12月     |      | [ 19 ] |      |
| 农业农村部部长           | 韩俊                | 2024年9月13日 （274天）     | 1963年12月     |      | [ 20 ] |      |
| 商务部部长               | 王文涛              | 2020年12月26日 （4年170天） | 1964年5月      |      | [ 21 ] |      |
| 文化和旅游部部长         | 孙业礼              | 2023年12月29日 （1年167天） | 1964年12月9日  |      | [ 7 ]  |      |
| 国家卫生健康委员会主任   | 雷海潮              | 2024年6月28日 （351天）     | 1968年4月      |      | [ 22 ] |      |
| 退役军人事务部部长       | 裴金佳              | 2022年6月24日 （2年355天）  | 1963年8月      |      | [ 11 ] |      |
| 应急管理部部长           | 王祥喜              | 2022年9月2日 （2年285天）   | 1962年8月      |      | [ 23 ] |      |
| 中国人民银行行长         | 潘功胜              | 2023年7月25日 （1年324天）  | 1963年7月8日   |      | [ 6 ]  |      |
| 审计署审计长             | 侯凯                | 2020年6月30日 （4年349天）  | 1962年4月      |      | [ 24 ] |      |